# Comuna de Dobroń
Dobroń (polaco: Gmina Dobroń) é uma gminy (comuna) na Polónia, na voivodia de Lodz e no condado de Pabianicki. A sede do condado é a cidade de Dobroń.
De acordo com os censos de 2004, a comuna tem 6752 habitantes, com uma densidade 71,5 hab/km².

## Área
Estende-se por uma área de 94,37 km², incluindo:
- área agricola: 52%
- área florestal: 41%

## Demografia
Dados de 30 de Junho de 2006:
|                      | Total   | Total | Mulheres | Mulheres | Homens  | Homens |
| -------------------- | ------- | ----- | -------- | -------- | ------- | ------ |
|                      | pessoas | %     | pessoas  | %        | pessoas | %      |
| População            | 6752    | 100   | 3460     | 51,2     | 3292    | 48,8   |
| Densidade (pop./km²) | 71,5    | 100   | 36,7     | 36,7     | 34,9    | 34,9   |

De acordo com dados de 2002, o rendimento médio per capita ascendia a 1226,3 zł.

## Subdivisões
- Barycz, Chechło Pierwsze, Chechło Drugie, Dobroń Mały, Dobroń Poduchowny, Dobroń Duży, Morgi, Ldzań, Markówka, Mogilno Duże, Mogilno Małe, Orpelów, Poleszyn, Róża, Wymysłów-Piaski.

## Comunas vizinhas
- Dłutów, Łask, Pabianice, Pabianice, Wodzierady